# 深沢幸司
深沢 幸司（ふかざわ こうじ、1961年9月8日- ）は、神奈川県横浜市出身の男性アニメーター・アニメーション演出家・アニメーション監督である。東京デザイナー学院（現・東京ネットウエイブ）アニメーション科卒。

## 主な参加作品

### テレビアニメ
- さすがの猿飛（1982年 - 1984年、動画）
- Gu-Guガンモ（1984年 - 1985年、原画）
- コンポラキッド（1985年、作画監督）
- 名門!第三野球部（1988年 - 1989年、原画）
- NG騎士ラムネ&40（1990年 - 1991年、原画）
- 魔法のエンジェルスイートミント（1990年 - 1991年、作画監督）
- 花の魔法使いマリーベル（1992年 - 1993年、サブキャラクター設定・作画監督・原画）
- 剣勇伝説YAIBA（1993年 - 1994年、作画監督）
- メタルファイター・MIKU（1994年 - 1995年、作画監督）
- マクロス7（1994年 - 1995年、作画監督）
- 愛天使伝説ウェディングピーチ（1995年 - 1996年、作画監督）
- H2（1995年 - 1996年、絵コンテ・作画監督・原画）
- 爆走兄弟レッツ&ゴー!!（1996年、作画監督・原画）
- こちら葛飾区亀有公園前派出所（1996年 - 2004年、原画）
- ポケットモンスター（1997年 - 2002年、演出）
- 少女革命ウテナ（1997年、原画）
- 剣風伝奇ベルセルク（1997年 - 1998年、プロパティ・デザイン・演出・原画）
- ああっ女神さまっ 小っちゃいって事は便利だねっ（1998年 - 1999年、原画）
- 聖ルミナス女学院（1998年、原画）
- To Heart（1999年、絵コンテ・演出・原画）
- 鋼鉄天使くるみ（1999年、絵コンテ・演出）
- ポケットモンスター ミュウツー! 我ハココニ在リ（2000年、絵コンテ・演出）
- 鋼鉄天使くるみ2式（2001年、共同監督・絵コンテ・演出）
- ラーゼフォン（2001年、原画）
- フィギュア17 つばさ&ヒカル（2001年、演出・原画）
- 円盤皇女ワるきゅーレ（2002年、原画）
- WOLF'S RAIN（2003年、原画）
- コロッケ!（2003年 - 2005年、絵コンテ・演出・原画）
- アガサ・クリスティーの名探偵ポワロとマープル（2004年 - 2005年、絵コンテ・演出）
- 強殖装甲ガイバー（2005年 - 2006年、絵コンテ）
- スーパーロボット大戦OG -ディバイン・ウォーズ-（2006年、レイアウト協力・演出・原画）
- うたわれるもの（2006年、プロップデザイン・エンディングビジュアルデザイン・絵コンテ・演出・原画）
- 奏光のストレイン（2006年 - 2007年、原画）
- ムシウタ（2007年、OP原画）
- H2O -FOOTPRINTS IN THE SAND-（2008年、OP原画）
- ソウルイーター（2008年 - 2009年、原画）
- ダンボール戦機（2011年、アクションディレクター・絵コンテ・OP原画）
- ダンボール戦機W（2012年 - 2013年、アクションディレクター）
- ダンボール戦機WARS（2013年、アクションディレクター・原画）
- 妖怪ウォッチ（2014年、絵コンテ・原画）
- ゾイドワイルド（2018年、絵コンテ）
- トミカ絆合体 アースグランナー（2020年、CGアドバイザー）
- メガトン級ムサシ（2021年、演出）
- ぽんのみち（2024年、演出）
- 宇宙人ムームー（2025年、絵コンテ・演出）

### OVA
- ジャンケンマン 怪獣大決戦（1992年、サブキャラクターデザイン）
- 超音戦士ボーグマン2 -新世紀2058-（1993年、サブキャラクターデザイン・作画監督・原画）
- I・R・I・A ZEIRAM THE ANIMATION（1994年、キャラクターデザイン）
- 覇王大系リューナイト（1994年 - 1995年、原画）
- ミネルバの剣士（1995年、原画）
- マクロス ダイナマイト7（1997年 - 1998年、デザインワークス）
- 誘惑COUNT DOWN 鏡（1998年、原画） ※18禁

### 劇場アニメ
- 劇場版ポケットモンスター ミュウツーの逆襲（1998年、原画）
- こちら葛飾区亀有公園前派出所 THE MOVIE（1999年、原画）
- 劇場版ポケットモンスター 結晶塔の帝王 ENTEI（2000年、原画）
- 劇場版ポケットモンスター アドバンスジェネレーション 七夜の願い星 ジラーチ（2003年、デザインワークス・演出）
- 永遠の法（2006年、原画）
- 劇場版 どうぶつの森（2007年、原画）
- 劇場版ポケットモンスター ダイヤモンド&パール ディアルガVSパルキアVSダークライ（2007年、原画）
- 映画! たまごっち うちゅーいちハッピーな物語!?（2008年、原画）
- 劇場版ポケットモンスター ダイヤモンド&パール アルセウス 超克の時空へ（2009年、デザインワークス・絵コンテ・原画）
- レイトン教授と永遠の歌姫（2009年、原画）
- 劇場版ポケットモンスター ダイヤモンド&パール 幻影の覇者 ゾロアーク（2010年、デザインワークス・絵コンテ・演出・原画）
- 劇場版イナズマイレブンGO vs ダンボール戦機W（2012年、監督協力）
- 映画 妖怪ウォッチ 誕生の秘密だニャン!（2014年、副監督）
- ポケモン・ザ・ムービーXY&Z ボルケニオンと機巧のマギアナ（2016年、原画）